# Thomas Joseph Riley
Thomas Joseph Riley (* 30. November 1900 in Waltham, Massachusetts, USA; † 17. August 1977) war Weihbischof in Boston.

## Leben
Thomas Joseph Riley empfing am 20. Mai 1927 das Sakrament der Priesterweihe für das Erzbistum Boston.
Am 31. Oktober 1959 ernannte ihn Papst Johannes XXIII. zum Titularbischof von Regiae und zum Weihbischof in Boston. Der Erzbischof von Boston, Richard Kardinal Cushing, spendete ihm am 21. Dezember desselben Jahres die Bischofsweihe; Mitkonsekratoren waren die Weihbischöfe in Boston, Eric Francis MacKenzie und Jeremiah Francis Minihan.
Am 28. Juni 1976 nahm Papst Paul VI. das von Thomas Joseph Riley aus Altersgründen vorgebrachte Rücktrittsgesuch an.